# Blaison-Gohier
Blaison-Gohier is een voormalige gemeente in het Franse departement Maine-et-Loire in de regio Pays de la Loire en telt 951 inwoners (1999).

## Geschiedenis
In 1974 werd de gemeente gevormd door de fusie van de toenmalige gemeenten Blaison en Gohier. Op 1 januari 2016 werden de gemeenten Blaison-Gohier en Saint-Sulpice de gemeente samengevoegd tot in de op die dag gevormde commune nouvelle Blaison-Saint-Sulpice. Deze gemeente maakt deel uit van het arrondissement Angers.

## Geografie
De oppervlakte van Blaison-Gohier bedraagt 21,6 km², de bevolkingsdichtheid is 44,0 inwoners per km².
De onderstaande kaart toont de ligging van Blaison-Gohier met de belangrijkste infrastructuur en aangrenzende gemeenten.

## Demografie
Onderstaande figuur toont het verloop van het inwonertal.